# Международный конкурс исполнителей в Женеве
Международный конкурс исполнителей в Женеве (фр. Concours international d'exécution musicale de Genève) — конкурс исполнителей академической музыки, ежегодно проходящий в Женеве. Основан в 1939 г. Анри Ганьебеном (первый президент конкурса) и Фредериком Либштёклем (генеральный секретарь конкурса на протяжении 40 лет). Конкурс поддерживается администрацией города и кантона Женева; в Совет конкурса входят представители его основных партнёров — Женевской консерватории, Оркестра романской Швейцарии и Большого театра Женевы.
Среди победителей и лауреатов конкурса в разные годы были такие выдающиеся музыканты, как Мари-Клер Ален, Марта Аргерих, Артуро Бенедетти-Микеланджели, Мишель Дебост, Виктория де лос Анхелес, Орель Николе, Хайнц Холлигер, Табеа Циммерман. Первым российским победителем конкурса стал в 1958 г. тромбонист Виктор Баташёв.

## Лауреаты

### Фортепиано
| 1939 | Артуро Бенедетти Микеланджели (Италия)                                                 |
| 1940 | Сесиль Беген и Рудольф Амбах (оба Швейцария)                                           |
| 1941 | Андре Перре (Швейцария)                                                                |
| 1942 | Георг Шолти (Венгрия)                                                                  |
| 1943 | первая премия не присуждена                                                            |
| 1944 | Гарри Датинер (Швейцария)                                                              |
| 1945 | Нико Кауфман (Швейцария)                                                               |
| 1946 | Фридрих Гульда (Австрия)                                                               |
| 1947 | Паоло Спаньоло (Италия)                                                                |
| 1948 | первая премия не присуждена                                                            |
| 1949 | Мария Типо (Италия) и Роберт Вейс (Венгрия)                                            |
| 1950 | первая премия не присуждена (вторая премия — Серджо Пертикароли)                       |
| 1951 | первая премия не присуждена (вторая премия — Дьёрдь Сольчаньи)                         |
| 1952 | первая премия не присуждена                                                            |
| 1953 | Жак Клейн (Бразилия)                                                                   |
| 1954 | Бернард Рингайсен (Франция)                                                            |
| 1955 | первая премия не присуждена (вторая премия — Малколм Фрейджер)                         |
| 1956 | Роберт Александр Бонке (Германия)                                                      |
| 1957 | Марта Аргерих (Аргентина) и Доминик Мерле (Франция) (вторая премия — Маурицио Поллини) |
| 1958 | первая премия не присуждена (вторая премия — Маурицио Поллини)                         |
| 1959 | Жан-Поль Севилья (Франция) (вторая премия — Майкл Понти)                               |
| 1960 | первая премия не присуждена                                                            |
| 1961 | Дезире Н'Кауа (Франция)                                                                |
| 1962 | первая премия не присуждена                                                            |
| 1963 | первая премия не присуждена                                                            |
| 1964 | Роберт Майек (Австрия)                                                                 |
| 1965 | первая премия не присуждена                                                            |
| 1966 | первая премия не присуждена                                                            |
| 1967 | Ежи Суликовский (Польша)                                                               |
| 1968 | первая премия не присуждена                                                            |
| 1969 | Петер Эфлер (Австрия)                                                                  |
| 1970 | Маргрит Пирнер (Германия)                                                              |
| 1971 | первая премия не присуждена                                                            |
| 1972 | первая премия не присуждена                                                            |
| 1973 | первая премия не присуждена                                                            |
| 1974 | первая премия не присуждена                                                            |
| 1975 | первая премия не присуждена                                                            |
| 1976 | Татьяна Шебанова (СССР)                                                                |
| 1977 | первая премия не присуждена                                                            |
| 1978 | первая премия не присуждена                                                            |
| 1980 | первая премия не присуждена                                                            |
| 1982 | Евгений Крушевский (СССР)                                                              |
| 1984 | первая премия не присуждена                                                            |
| 1986 | первая премия не присуждена                                                            |
| 1988 | первая премия не присуждена                                                            |
| 1990 | Нельсон Гёрнер (Аргентина)                                                             |
| 1992 | первая премия не присуждена                                                            |
| 1996 | первая премия не присуждена                                                            |
| 2001 | Роланд Крюгер (Германия)                                                               |
| 2002 | Сергей Кудряков (Россия)                                                               |
| 2005 | первая премия не присуждена                                                            |
| 2006 | первая премия не присуждена (вторая премия — Жиль Фонзаттель)                          |
| 2008 | первая премия не присуждена                                                            |
| 2010 | Мами Хагивара (Япония)                                                                 |
| 2012 | Лоренцо Сулес (Франция)                                                                |
| 2014 | Мун Джиён (Южная Корея)                                                                |
| 2018 | Дмитрий Шишкин (Россия) и Тео Фушенре (Франция)                                        |
| 2022 | Кевин Чен (Канада)                                                                     |

### Орган
| 1940 | первая премия не присуждена                                  |
| 1944 | первая премия не присуждена                                  |
| 1950 | первая премия не присуждена (вторая премия — Мари-Клер Ален) |
| 1955 | первая премия не присуждена                                  |
| 1962 | Иоахим Грубих (Польша)                                       |
| 1970 | первая премия не присуждена                                  |
| 1985 | Джонатан Биггерс (США)                                       |
| 1993 | Алессио Корти (Италия)                                       |

### Клавесин
| 1944 | первая премия не присуждена |
| 1965 | первая премия не присуждена |

### Скрипка
| 1940 | Лола Бенда (Швейцария)                                         |
| 1942 | Юрг Штуки (Швейцария)                                          |
| 1943 | Коррадо Романо (Италия)                                        |
| 1944 | первая премия не присуждена                                    |
| 1945 | Мишель Оклер (Франция)                                         |
| 1946 | Рикардо Бренгола (Италия)                                      |
| 1947 | первая премия не присуждена                                    |
| 1948 | первая премия не присуждена                                    |
| 1950 | первая премия не присуждена                                    |
| 1952 | первая премия не присуждена                                    |
| 1954 | Анни Жодри (Франция)                                           |
| 1958 | первая премия не присуждена                                    |
| 1960 | первая премия не присуждена                                    |
| 1963 | первая премия не присуждена                                    |
| 1965 | первая премия не присуждена (вторая премия — Жан Жак Канторов) |
| 1970 | Габриэла Ижак (Румыния)                                        |
| 1976 | первая премия не присуждена                                    |
| 1980 | первая премия не присуждена                                    |
| 1985 | первая премия не присуждена                                    |
| 1990 | Чжэнжун Ван (Китай)                                            |
| 1993 | Франческо Манара (Италия)                                      |
| 1998 | первая премия не присуждена                                    |
| 2004 | первая премия не присуждена                                    |

### Альт
| 1942 | Пауль Доктор (Австрия)      |
| 1948 | первая премия не присуждена |
| 1955 | первая премия не присуждена |
| 1959 | первая премия не присуждена |
| 1962 | первая премия не присуждена |
| 1968 | первая премия не присуждена |
| 1972 | Атар Арад (Израиль)         |
| 1977 | Ана Бела Шавеш (Португалия) |
| 1982 | Табеа Циммерман (Германия)  |
| 1987 | Хунмэй Сяо (Китай)          |
| 1992 | первая премия не присуждена |
| 1996 | первая премия не присуждена |
| 2005 | Рышард Гроблевский (Польша) |

### Виолончель
| 1940 | первая премия не присуждена                         |
| 1942 | первая премия не присуждена                         |
| 1946 | Раймонда Веррандо (Франция)                         |
| 1953 | первая премия не присуждена                         |
| 1957 | первая премия не присуждена                         |
| 1964 | первая премия не присуждена                         |
| 1967 | первая премия не присуждена                         |
| 1971 | Богумила Решке (Польша) и Чон Мён Хва (Южная Корея) |
| 1975 | первая премия не присуждена                         |
| 1979 | Франсуа Ги (Швейцария)                              |
| 1986 | Леонид Горохов (СССР)                               |
| 1991 | Ян Вэньсин (Швейцария)                              |
| 1995 | Клаудио Бохоркес (Германия)                         |
| 2000 | Рафаэль Розенфельд (Швейцария)                      |
| 2008 | Иштван Вардаи (Венгрия)                             |
| 2021 | Митияки Уэно (Япония)                               |

### Контрабас
| 1943 | первая премия не присуждена                                                       |
| 1969 | первая премия не присуждена                                                       |
| 1973 | Иван Котов (СССР)                                                                 |
| 1978 | первая премия не присуждена (вторая премия — Джоэл Куоррингтон, Ясунори Кавахара) |
| 1983 | Нико Абондоло (США)                                                               |
| 1990 | первая премия не присуждена                                                       |
| 1998 | Януш Видзык (Польша)                                                              |

### Струнный квартет
| 1941 | Квартет Онеггера (Швейцария)                             |
| 1946 | Квартет Шандора Вега (Венгрия)                           |
| 1953 | первая премия не присуждена                              |
| 1957 | первая премия не присуждена                              |
| 1966 | первая премия не присуждена                              |
| 1974 | Крейцбергский квартет (Западный Берлин)                  |
| 2001 | Квартет Terpsycordes (Швейцария)                         |
| 2006 | первая премия не присуждена                              |
| 2011 | Квартет «Армида» (Германия) и Квартет «Гермес» (Франция) |
| 2016 | Квартет «Vision» (Германия)                              |

### Фортепианное трио
| 1977 | первая премия не присуждена |

### Дуэт скрипки и фортепиано
| 1942 | первая премия не присуждена (среди обладателей второй премии — Рудольф Баумгартнер) |
| 1945 | первая премия не присуждена                                                         |
| 1949 | первая премия не присуждена (среди обладателей второй премии — Вольфганг Заваллиш)  |

### Дуэт виолончели и фортепиано
| 1944 | Ги Фалло и Моник Фалло (Франция)               |
| 1951 | Пьер Кодде и Моник Мерсье (Франция)            |
| 1959 | Вернер Таубе (Германия) и Жан Декроо (Франция) |

### Вокал
| 1939 | Мария Штадер (Швейцария) и Фриц Оллендорф (Германия)          |
| 1940 | Элизабет Гери (Швейцария)                                     |
| 1941 | первая премия не присуждена                                   |
| 1942 | первая премия не присуждена                                   |
| 1943 | первая премия не присуждена                                   |
| 1944 | первая премия не присуждена                                   |
| 1945 | Адриенна Мильетти (Швейцария)                                 |
| 1946 | Рафаэль Арие (Болгария)                                       |
| 1947 | Виктория де лос Анхелес (Испания)                             |
| 1948 | Юлианна Фаркаш (Венгрия)                                      |
| 1949 | первая премия не присуждена                                   |
| 1950 | Матти Лехтинен (Финляндия) и Нелл Рэнкин (США)                |
| 1951 | Дженнифер Вивиен (Великобритания) и Мэттивилда Доббс (США)    |
| 1952 | Мишель Сенешаль (Франция)                                     |
| 1953 | Ориетта Москуччи (Италия) и Консуэло Рубио (Испания)          |
| 1954 | Душан Попович (Югославия) и Памела Боуден (Великобритания)    |
| 1955 | Джеймс Миллиган (Канада)                                      |
| 1956 | Дан Жордакеску (Румыния)                                      |
| 1957 | Ладислау Конья (Румыния)                                      |
| 1958 | Элли Амелинг (Нидерланды)                                     |
| 1959 | первая премия не присуждена                                   |
| 1960 | Адриана Маккиайоли (Италия)                                   |
| 1961 | первая премия не присуждена                                   |
| 1962 | первая премия не присуждена                                   |
| 1963 | Брюс Абель (США)                                              |
| 1964 | Жозе ван Дам (Бельгия)                                        |
| 1965 | первая премия не присуждена                                   |
| 1966 | Франсина Жиронес (Испания)                                    |
| 1967 | первая премия не присуждена                                   |
| 1968 | первая премия не присуждена                                   |
| 1969 | Ионел Пантя (Румыния) и Joo Yeon Lee (Южная Корея)            |
| 1970 | Риа Боллен (Бельгия)                                          |
| 1971 | первая премия не присуждена                                   |
| 1972 | Константин Плужников (СССР)                                   |
| 1973 | первая премия не присуждена (вторая премия — Галина Калинина) |
| 1974 | Гэри Кендалл (США)                                            |
| 1975 | первая премия не присуждена                                   |
| 1976 | Катрин Цезински (США)                                         |
| 1977 | Кристина Цезински (США)                                       |
| 1978 | Маргарета Хаверинен (Финляндия)                               |
| 1979 | Кристиан Жан (Франция)                                        |
| 1981 | первая премия не присуждена                                   |
| 1983 | Юлиана Гондек (США)                                           |
| 1985 | Тихиро Бамба (Япония)                                         |
| 1987 | Мария Диакону (Румыния)                                       |
| 1991 | первая премия не присуждена                                   |
| 1993 | Джейн Ирвин (Великобритания)                                  |
| 1997 | первая премия не присуждена                                   |
| 2000 | Анетта Даш (Германия) и Эрик Нельсон Вернер (США)             |
| 2003 | первая премия не присуждена                                   |
| 2007 | первая премия не присуждена                                   |
| 2009 | Полина Пастирчак (Венгрия)                                    |
| 2011 | первая премия не присуждена                                   |
| 2016 | первая премия не присуждена                                   |

### Оперный вокал
| 1989 | Иван Димитров (Болгария), Эберхард Лоренц (Германия), Роберто Сакка (Италия), Юн Цзян (Китай) |

### Лирический вокал
| 1989 | Мишель Крайдер (США) и Райнхард Хаген (Германия) |

### Вокальный квартет
| 1980 | Вокальный ансамбль Нью-Йорка (США) |

### Флейта
| 1939 | Андре Жоне (Франция)                |
| 1941 | Вилли Урфер (Швейцария)             |
| 1942 | Орель Николе (Швейцария)            |
| 1943 | первая премия не присуждена         |
| 1944 | первая премия не присуждена         |
| 1945 | первая премия не присуждена         |
| 1946 | Леон Леруа (Франция)                |
| 1948 | Орель Николе (Швейцария)            |
| 1951 | первая премия не присуждена         |
| 1954 | Раймон Гийо (Франция)               |
| 1958 | первая премия не присуждена         |
| 1961 | Мишель Дебост (Франция)             |
| 1966 | Пола Сильвестр (США)                |
| 1969 | первая премия не присуждена         |
| 1973 | Тосико Коно (Япония)                |
| 1978 | Ирена Крстич-Графенауэр (Югославия) |
| 1983 | первая премия не присуждена         |
| 1992 | Эмманюэль Паю (Швейцария)           |
| 2001 | Сильвия Каредду (Италия)            |
| 2015 | первая премия не присуждена         |

### Гобой
| 1939 | Поль Валантен (Франция)                                                        |
| 1941 | Эдгар Шанн и Юбер Фокё (Швейцария)                                             |
| 1946 | Эдгар Шанн (Швейцария)                                                         |
| 1949 | Пьер Пьерло (Франция)                                                          |
| 1952 | Клод Мезоннёв (Франция)                                                        |
| 1956 | Андре Лардро и Гастон Могра (Франция)                                          |
| 1959 | Хайнц Холлигер (Швейцария) и Жак Вандевиль (Франция)                           |
| 1963 | первая премия не присуждена (вторая премия — Морис Бург)                       |
| 1968 | первая премия не присуждена (вторая премия — Лайош Ленчеш и Жан-Клод Мальгуар) |
| 1971 | первая премия не присуждена                                                    |
| 1977 | Жан Кристоф Гайо (Франция)                                                     |
| 1982 | первая премия не присуждена                                                    |
| 1988 | Алекс Клейн (Бразилия)                                                         |
| 1998 | Алексей Огринчук (Россия)                                                      |
| 2010 | первая премия не присуждена (вторая премия — Иван Подъёмов)                    |
| 2021 | первая премия не присуждена                                                    |

### Кларнет
| 1939 | Роберт Гугольц (Швейцария)                                        |
| 1942 | первая премия не присуждена                                       |
| 1945 | первая премия не присуждена                                       |
| 1947 | Анри Дрюар (Франция)                                              |
| 1950 | Поль Жак Ламбер (Франция)                                         |
| 1953 | первая премия не присуждена                                       |
| 1957 | Петко Радев (Болгария)                                            |
| 1960 | Петер Рикхоф (Германия)                                           |
| 1963 | первая премия не присуждена                                       |
| 1967 | первая премия не присуждена (вторая премия — Аурелиан Октав Попа) |
| 1972 | Томас Фридли (Швейцария)                                          |
| 1976 | первая премия не присуждена                                       |
| 1979 | первая премия не присуждена                                       |
| 1986 | первая премия не присуждена                                       |
| 1990 | Фабио ди Казола (Швейцария)                                       |
| 1997 | Мартин Фрёст (Швеция)                                             |
| 2007 | первая премия не присуждена                                       |
| 2018 | Кевин Спаньоло (Италия)                                           |

### Фагот
| 1949 | Морис Аллар (Франция)                                        |
| 1953 | Андре Рабо (Франция)                                         |
| 1957 | Рудольф Комороус (Чехословакия) (вторая премия — Ноэль Дево) |
| 1967 | первая премия не присуждена                                  |
| 1974 | первая премия не присуждена                                  |
| 1980 | Жильбер Оден (Франция)                                       |
| 1987 | Андерс Энгстрём (Швеция)                                     |
| 1995 | Лоран Лефевр (Франция)                                       |

### Труба
| 1943 | Анри Пешер (Швейцария)         |
| 1947 | первая премия не присуждена    |
| 1950 | Роже Дельмот (Франция)         |
| 1955 | Морис Андре (Франция)          |
| 1959 | первая премия не присуждена    |
| 1968 | Франсис Марсель Арди (Франция) |
| 1975 | первая премия не присуждена    |
| 1987 | Оле Эдвард Антонсен (Норвегия) |
| 1996 | Андре Анри (Франция)           |

### Тромбон
| 1940 | первая премия не присуждена |
| 1958 | Виктор Баташёв (СССР)       |
| 1966 | Роман Сивек (Польша)        |
| 1973 | Анатолий Скобелев (СССР)    |
| 1979 | Мишель Беке (Франция)       |
| 1988 | Йонас Бюлунд (Швеция)       |
| 1998 | первая премия не присуждена |

### Валторна
| 1940 | Эдмон Лелуар (Бельгия)                                            |
| 1948 | Жильбер Курсье (Франция)                                          |
| 1951 | Жорж Барботё (Франция)                                            |
| 1956 | Альберт Линдер (Дания)                                            |
| 1960 | первая премия не присуждена вторая премия — Юзеф Брейза (Польша)  |
| 1965 | Ярослав Котулан (Чехословакия) и Мишель Гарсен-Марру (Франция)    |
| 1971 | первая премия не присуждена                                       |
| 1976 | первая премия не присуждена вторая премия — Андрей Глухов (СССР)  |
| 1985 | первая премия не присуждена                                       |
| 1993 | первая премия не присуждена вторая премия — Радек Баборак (Чехия) |
| 2004 | первая премия не присуждена                                       |

### Туба
| 1991 | Йенс Бьорн-Ларсен (Дания) |

### Саксофон
| 1952 | Мишель Нуо (Франция)        |
| 1970 | первая премия не присуждена |
| 1983 | первая премия не присуждена |
| 1995 | первая премия не присуждена |

### Трио духовых
| 1954 | Трио под руководством Андре Бутара (Франция) |

### Квинтет духовых
| 1962 | Квинтет оркестра Philharmonia Hungarica (Германия) |

### Арфа
| 1941 | первая премия не присуждена |
| 1964 | Сусанна Милдонян (Италия)   |
| 1974 | Ольга Ортенберг (СССР)      |
| 1986 | первая премия не присуждена |
| 1997 | первая премия не присуждена |

### Гитара
| 1956 | первая премия не присуждена  |
| 1975 | Душан Богданович (Югославия) |
| 1981 | первая премия не присуждена  |
| 1988 | Виктор Видович (Югославия)   |
| 1995 | Георгий Василиев (Болгария)  |

### Ударные
| 1972 | Сумире Ёсихара (Япония)     |
| 1982 | Петер Садло (Германия)      |
| 1992 | первая премия не присуждена |
| 2002 | Айюнь Хуан (Канада)         |
| 2009 | первая премия не присуждена |
| 2019 | Пак Хеджи (Южная Корея)     |

### Дирижирование
| 1978 | первая премия не присуждена |
| 1984 | Гжегож Новак (Польша)       |
| 1994 | Алан Гилберт (США)          |